# Амагасаки (княжество)
Княжество Амагасаки (яп. 尼崎藩 Амагасаки-хан) — феодальное княжество (хан) в Японии периода Эдо (1615—1871), в провинции Сэтцу региона Кинай на острове Хонсю (современная префектура Хёго).

## Краткая история
Административный центр княжества: замок Амагасаки (современный город Амагасаки, префектура Хёго).
Доход хана:
- 1615—1617 годы — 10 000 коку
- 1617—1711 годы — 50 000 коку риса
- 1711—1871 годы — 40 000 коку

Княжество Амагасаки было создано в 1615 году. Первым правителем домена стал Такэбэ Масанага (1603—1672), вознагражденный за своё участие в Осакской кампании 1614—1615 годов. В 1617 году он был переведён в Хаясида-хан (провинция Харима).
В 1617—1635 годах Амагасаки-ханом владел Тода Удзиканэ (1576—1655), ранее правивший в Дзэдзэ-хане (провинция Оми). В 1635 году Удзиканэ получил во владение Огаки-хан в провинции Мино.
В 1635—1711 годах княжество принадлежало роду Аояма. Первым правителем хана стал Аояма Ёсинари (1586—1643), ранее правивший в Какэгава-хане (провинция Тотоми). В 1643 году ему наследовал старший сын Аояма Ёситоси (1616—1684). В 1684—1710 годах правил Аояма Ёсимаса (1665—1710), внук Аоямы Ёситоси. В 1710—1711 годах последним даймё Амагасаки-хана был Аояма Ёсихидэ (1696—1744), который в 1711 году был переведён в Иияма-хан (провинция Синано).
С 1711 ро 1871 год Амагасаки-ханом владел род Мацудайра (ветвь Сакураи). В 1711 году княжество получил Мацудайра Тадатака (1682—1756), ранее владевший Какэгава-ханом в провинции Тотоми. Его потомки управляли Амагасаки-ханом вплоть до 1871 года.
Амагасаки-хан был ликвидирован в 1871 году.

## Правители княжества
- Род Такэбэ, 1615—1617 (тодзама-даймё)

| № | Имя             | Имя      | Годы правления | Годы жизни  | Примечания |
| - | --------------- | -------- | -------------- | ----------- | ---------- |
| 1 | Такэбэ Масанага | 建部政長 | 1615 — 1617    | 1603 — 1672 |            |

- Род Тода, 1617—1635 (фудай-даймё)

| № | Имя           | Имя      | Годы правления | Годы жизни  | Примечания                                   |
| - | ------------- | -------- | -------------- | ----------- | -------------------------------------------- |
| 1 | Тода Удзиканэ | 戸田氏鉄 | 1617 — 1635    | 1576 — 1655 | Старший сын Тода Кадзуаки, даймё Дзэдзэ-хана |

- Род Аояма, 1635—1711 (фудай-даймё)

| № | Имя           | Имя      | Годы правления | Годы жизни  | Примечания                                               |
| - | ------------- | -------- | -------------- | ----------- | -------------------------------------------------------- |
| 1 | Аояма Ёсинари | 青山幸成 | 1635 — 1643    | 1586 — 1643 | Второй сын Аоямы Таданари                                |
| 2 | Аояма Ёситоси | 青山幸利 | 1643 — 1684    | 1616 — 1684 | Старший сын Аоямы Ёсинари                                |
| 3 | Аояма Ёсимаса | 青山幸督 | 1684 — 1710    | 1665 — 1710 | Старший сын Аоямы Ёсими (1638—1705) и внук Аоямы Ёситоси |
| 4 | Аояма Ёсихидэ | 青山幸秀 | 1710 — 1711    | 1696 — 1744 | Старший сын и преемник Аоямы Ёсимасы                     |

- Мацудайра (ветвь Сакураи), 1711—1871 (фудай-даймё)

| № | Имя                 | Имя      | Годы правления | Годы жизни  | Примечания                                              |
| - | ------------------- | -------- | -------------- | ----------- | ------------------------------------------------------- |
| 1 | Мацудайра Тадатака  | 松平忠喬 | 1711 — 1751    | 1682 — 1756 | Второй сын Мацудайры Тадацугу и внук Мацудайры Тадатомо |
| 2 | Мацудайра Тадаакира | 松平忠名 | 1751 — 1766    | 1714 — 1667 | Второй сын Мацудайры Тадатаки                           |
| 3 | Мацудайра Тадацугу  | 松平忠告 | 1767 — 1805    | 1742 — 1806 | Второй сын Мацудайры Тадаакиры                          |
| 4 | Мацудайра Тадатоми  | 松平忠宝 | 1806 — 1813    | 1770 — 1829 | Сын Мацудайры Тадацугу                                  |
| 5 | Мацудайра Таданори  | 松平忠誨 | 1813 — 1829    | 1803 — 1829 | Второй сын Мацудайры Тадатоми                           |
| 6 | Мацудайра Таданага  | 松平忠栄 | 1829 — 1861    | 1805 — 1869 | Младший сын Мацудайры Тадатоми                          |
| 7 | Мацудайра Тадаоки   | 松平忠興 | 1861 — 1871    | 1848 — 1895 | Старший сын и преемник Мацудайры Таданаги               |